# Обріїні
Обрії́ні (лат. Obriini Mulsant, 1839) — триба жуків у підродині Церамбіціни (родина Вусачі), яка налічує близько 15-и родів, розповсюджених на всіх континентах за винятком Антарктиди. Найвище різноманіття триби припадає на Вест Індію, у Південній Америці та Південно-Східній Азії.

## Найбільші роди
- Obrium Dejean, 1821
- Stenhomalus White, 1855
- Idobrium Kolbe 1902